# Sheila Minor Huff
Sheila Minor Huff (Sheila D. Minor, korábban Sheila Jones) (?, 1946 –) biológiai kutató technikus, 35 éves karrierje során a Környezetvédelmi Ügynökségnél, a Belügyminisztériumban és a Smithsonian Intézetben dolgozott.
Huff biológia szakon szerzett alapdiplomát az American Universityn, majd állatorvosi technikusként dolgozott, miután visszautasította a gépírói állást az Egyesült Államok Sporthalászati és Vadvédelmi Hivatalában. Teljes munkaidőben dolgozott, és végül környezettudományi mesterdiplomát szerzett a George Mason Egyetemen.
Huff 35 évet szentelt tudományos karrierjének. Chicagóban a Belügyminisztérium irodáját vezette, és K–12 iskolákkal együttműködve elősegítette a természettudományos oktatást. 1973–1974-ben részt vett egy emlősökkel végzett tanulmányban a marylandi Chesapeake-öbölben található Poplar-sziget közelében. 1975-ben az 55. éves Amerikai Emlőskutató Társaság találkozóján mutatta be a fajok kihalásáról szóló munkáját, amelynek maga is tagja volt. Kinevezték a Smithsonian Női Tanácsba. Mire 58 évesen nyugdíjba vonult, magas rangú környezetvédelmi szakértő volt az Egyesült Államok Belügyminisztériumában.
Jelenleg (2025) Virginiában él, nyugdíjas éveit hastánccal, templomában önkénteskedéssel és öt unokájával tölti.